# Guayacanes
Guayacanes är en kommun i Dominikanska republiken.   Den ligger i provinsen San Pedro de Macorís. Antalet invånare i kommunen är cirka 15 000.